# 松任城
松任城（まっとうじょう）は、加賀国石川郡松任（現・石川県白山市（旧松任市）古城町）にあった日本の城。能美郡との境になる手取川の北、尾山御坊（金沢城）と川南の小松城の中間付近に位置する。

## 概略
松任範光が鎌倉時代初期に築城したと伝えられている。長享の時に鏑木繁常が松任城主となる。
1577年（天正5年）の手取川の戦いの際に上杉謙信が攻略して落城したとも、織田軍によって落城したともいわれる（『越登賀三州志』）。謙信は城将を松任に派遣し、一向宗と対織田で共闘した。
御館の乱を経て上杉氏の加賀衆が越中や上中越の諸城に転出し、加賀での影響力が著しく低下すると、1580年（天正8年）に柴田勝家が松任城を落城させ、家臣の徳山則秀が入城した。
賤ヶ岳の戦いの恩賞で1583年（天正11年）に前田利長に松任4万石を与えられ越前府中城より移った。富山の役の恩賞で利長が越中3郡を与えられ、松任にはこの戦いの失態で処分を受けた丹羽長重が移されたが、後に加増を受けて小松城に移った。江戸時代に入って、一国一城令により廃城となる。
松任城が存在した一帯には、1924年（大正13年）に石川郡役所、郡制廃止後は松任警察署や松任町立の図書館が置かれていた。公園整備のためこの建物は取り壊されおかりや公園として開業したが、2010年（平成22年）に松任駅周辺の再開発とともに公園の整備に着手。名称を松任城址公園（まっとうじょうしこうえん）に改称し翌年の2011年4月15日に一般開放された。現在、公園内には本丸の内堀があった位置を示す石垣の一部が復元されているが、これ以外の遺構はほとんど残されていない。

## 遺構・復元建造物
- 曲輪、土塁跡
- 櫓台跡
- 「松任城址」碑と灯篭 - 「残雪や　天正の日の　大手先」の歌碑。四角い囲いの中に城跡にあった巨石。
- 「松任城俯瞰図」 - 長享から天正期の鳥観図[4]。天守代わりの二層櫓などが描かれている。

### 周辺施設
- 白山市立松任図書館
- 松任駅
- 松任郵便局
- 白山市立博物館
- 松任金剣宮
- 信誠寺

## 支城
- 鳥越城・二曲城 - 石川・能美両郡の一向一揆拠点。謙信の死後に織田軍の猛攻で落城。

## 交通
鉄道
- IRいしかわ鉄道線・松任駅から徒歩5分

自動車
- 北陸自動車道・白山ICまたは徳光スマートIC